# Walter Nickel (Bankmanager)
Walter Erich Nickel (* 6. März 1902 in Wernersdorf, Landkreis Großes Werder, heute Pogorzała Wieś; † 12. September  1973 in Hannover) war ein deutscher Bankpräsident.

## Biografie
Nickel legte 1921 an der Oberrealschule Berlin-Lichterfelde das Abitur ab. Von 1921 bis 1925 studierte er Rechts- und Staatswissenschaften an der Eberhard Karls Universität Tübingen sowie an der Ernst-Moritz-Arndt-Universität Greifswald. In Tübingen wurde er Mitglied der Studentenverbindung Landsmannschaft Schottland. Nach dem Referendarexamen promovierte Nickel zum Dr. jur.
Im Alter von 32 Jahren wurde Nickel Direktor der neu gegründeten Staatsbank der Freien Stadt Danzig. Zugleich mit der Leitung der Staatsbank wurde er mit der Geschäftsführung der Staatlichen Treuhandgesellschaft beauftragt. Diese Betätigung brachte es mit sich, dass er dem Aufsichtsrat wichtiger Danziger Unternehmen als Mitglied beziehungsweise Vorsitzender angehörte. 
Nach dem Ausbruch des Zweiten Weltkrieges und der Rückgliederung Danzigs in das Deutsche Reich leitete Nickel seine Dienststellen in die entsprechenden deutschen Behörden über. Ab Juli 1940 übernahm er das Amt des Kämmerers der Hansestadt Danzig, das er bis zum Kriegsende ausführte. 
Walter Nickel kam dann zunächst als Regierungsdirektor in das Niedersächsische Finanzministerium. Später erfolgte die Beförderung zum Ministerialrat beziehungsweise Ministerialdirigenten. 1953 wurde er zum Präsidenten der Braunschweigischen Staatsbank berufen. Während seines 14-jährigen Wirkens hat sich die Bilanzsumme der Staatsbank verachtfacht. 1967 wurde er in den Ruhestand verabschiedet.
Privat baute Nickel eine die Stadt Danzig betreffende Sammlung von Grafiken und Schriften aus dem Zeitraum von vier Jahrhunderten auf. Die meisten Werke kamen aus dem internationalen Antiquariatshandel. Die historisch wertvolle Sammlung Dr. Nickel befindet sich seit seinem Tod im Eigentum der Stiftung Preußischer Kulturbesitz.

## Ehrungen
- Niedersächsischer Verdienstorden